# Iurie Bolboceanu
Iurie Bolboceanu (n. 1959) este un deputat moldovean în Parlamentul Republicii Moldova, ales în Legislatura 2005-2009 pe listele partidului Blocul electoral "Moldova Democrată".
În martie 2017 a fost arestat de autoritățile moldovene pentru trădare de patrie, după ce a fost prins în flagrant oferind informații sensibile unor spioni ruși. 